# Hyperia
Hyperia ist eine Gattung aus der Familie der Hyperiidae innerhalb der Unterordnung Hyperiidea und der Ordnung der Flohkrebse (Amphipoda). Der wissenschaftliche Name leitet sich von einer Quelle gleichen Namens in Thessalien ab.
Vertreter der Gattung finden sich in kalten Gewässern hoher geografischer Breiten oder großer Tiefe. Sie verbringen zumindest einen teil ihres Lebenszyklus auf Schirmquallen (Scyphozoa).

## Merkmale
Hyperia gehören mit 10 bis 30 mm Länge zu den größeren Vertretern der Familie. Ihr Kopf ist breiter als lang und trägt normal ausgebildete Facettenaugen. Bei den Weibchen ist das Peraeon vergrößert, bei allen Peraeopodn sind die Coxae frei. Sie weisen keine Grate und keine Behaarung auf. Die Basen der Antennen sind dreigliedrig. Am ersten Laufbein ist die Schere nur undeutlich ausgebildet, das zweite trägt eine deutlich ausgebildete Schere. Die Scherenfortsätze sind löffelförmig. Das fünfte und sechste Glied der ersten beiden Laufbeine weist zahlreiche Stacheln auf. Die Beine 5 bis 7 sind kürzer als die Beine drei und vier. Die Arten weisen einen ausgeprägten Sexualdimorphismus auf, so dass Männchen und Weibchen teilweise als verschiedene Arten beschrieben wurden.

## Arten
Derzeit werden der Gattung Hyperia sieben Arten zugeordnet:
- Hyperia antarctica (Spandl, 1927)
- Hyperia atlantica (unbekannt)
- Quallenflohkrebs (Hyperia galba (Montagu, 1813))
- Hyperia leptura (Bowman, 1973)
- Hyperia macrocephala (Dana, 1853)
- Hyperia medusarum (O. F. Müller, 1776)
  - Hyperia medusarum hystrix (unbekannt)
  - Hyperia medusarum medusarum (unbekannt)
- Hyperia spinigera (Bovallius, 1889)